# Diana Damrau
Diana Damrau, född 31 maj 1971 i Günzburg, Bayern, Västtyskland, är en tysk operasångare (koloratursopran).

## Uppväxt
Diana Damrau påbörjade sina operastudier för Carmen Hanganu på Hochschule für Musik Würzburg. Under sina studier drabbades hon av ett ödem på sina stämband. Sedan hon hade konsulterat flera läkare, bestämde hon sig för att genomgå en alternativmedicinsk behandling utan operation. Behandlingen varade ungefär ett och ett halvt år.

## Karriär
Diana Damrau debuterade i Würzburg och framträdde därpå i Nationaltheater Mannheim och Oper Frankfurt innan hon fick roller på de stora världsscenerna. En av de roller hon klätt oftast är Nattens drottning  i Mozarts Trollflöjten, vilken hon bland annat framfört på festivalen i Salzburg, Covent Garden och på Metropolitan Opera.
Damrau blev inbjuden att sjunga titelrollen i Salieris Europa riconosciuta vid återöppnandet av La Scala i Milano, under ledning av Riccardo Muti år 2004.
Bortsett från operaroller har hon givit ett flertal konserter på scener som till exempel Carnegie Hall och La Scala. Hon har utgivit två skivor på EMI/Virgin, Arie di Bravura och Donna.

## Privatliv
Diana Damrau är sedan maj 2010 gift med den franske basbarytonen Nicolas Testé; de har två söner, Alexander, född i oktober 2010 och Colyn, född i oktober 2012.